# 栗原毅
栗原 毅（くりはら たけし、1951年 - ）は、日本の消化器内科医、医学博士。栗原クリニック東京・日本橋院長。慶應義塾大学特任教授。前東京女子医科大学教授。脂肪肝の改善こそがメタボリックシンドロームの予防・改善に役立つと提唱。治療だけでなく予防医療にも力を入れている。血液サラサラの提唱者の一人でもある。

## 来歴
- 1978年、北里大学医学部を卒業する。
- 1987年、東京女子医科大学消化器病センター内科入局。消化器内科で肝臓病学を専攻し、『自己免疫性肝炎における自己リンパ球混合培養反応の検討』(NAID 500000040136)で医学博士を修める。
- 1997年、東京女子医科大学青山病院・同成人医学センターにて助教授となる。
- 2004年、中国中医研究院(現中国中医科学院（中国語版、ドイツ語版）)客員教授となる。
- 2005年、東京女子医科大学の教授となる。
- 2005年、東京女子医科大学特定関連診療所・戸塚ロイヤルクリニック所長となる。
- 2007年、慶應義塾大学の教授となる。
- 2008年、栗原クリニック東京・日本橋を開院、院長に就任する。

## 役職
- 日本血流血管学会理事
- 日本消化器病学会評議員
- 日本肝臓学会東部会評議員
- 日本未病システム学会評議員
- 日本抗加齢医学会評議員
- 日本コエンザイムQ協会理事

## 資格
- 医学博士
- 日本肝臓学会専門医
- 日本内科学会認定医
- 日本消化器内視鏡指導医
- 日本未病システム学会認定医

## テレビ出演
- あさイチ（2012年9月10日 - NHK総合） - 専門家ゲスト[1]

- 日経プラス10（2015年1月16日 - BSジャパン） - お酒OK!? 果物NG!? そばNG!? 間違いだらけの糖質制限　専門家ゲスト[2]
- L4YOU!（2015年4月22日 - テレビ東京） - 新茶シーズン到来！“緑茶のチカラ”倍増術　専門家ゲスト[3]

## 連載
- 夕刊フジ（2015年4月〜）サプリで認知症予防
- 夕刊フジ（2014年4月〜2015年3月）健康長寿のサプリ学

## 著書
- インターフェロンで治す!C型肝炎の新常識（2002年12月、小学館）ISBN 9784093045261
- C型肝炎 - わかって治す最新インターフェロン治療（2005年2月、小学館）ISBN 9784093045841
- 血液サラサラ生活のすすめ　ドロドロにならないための食事と過ごし方（2004年12月、小学館）ISBN 409304581X
- 『血液サラサラ』のすべてがわかる本 - ドロドロ血液最新攻略法！（2002年6月、小学館）ISBN 9784093045254
- よくわかるコレステロール―最新版 生活習慣病の最新対策（2009年3月、学習研究社）ISBN 4054040969
- 最新版 よくわかる中性脂肪（2009年8月、学習研究社）ISBN 405404252X
- 誰でもスグできる みるみるコレステロールと中性脂肪を下げる 200%の基本ワザ（2010年3月、日東書院本社）ISBN 4528012340
- 肝機能をみるみる高める200%の基本ワザ（2010年4月、日東書院本社）ISBN 4528012359
- 先生、どうしましょう。健診でこんな結果が出たのですが（1998年8月、アドスリー）ISBN 4900659029
- 先生、どうしましょう。おしえて、健診結果の対策を（1996年1月、アドスリー）ISBN 4900659134
- パッと引けてしっかり使える看護用語聞き言葉ポケット辞典（2012年5月、成美堂出版）ISBN 4415312756
- パッと引けてしっかり使える検査値の読み方ポケット事典（2009年2月、成美堂出版）ISBN 4415305415
- 血管をピチピチに若返らせる本―脳・心疾患、動脈硬化を防ぐ“新”生活術（2008年11月、主婦と生活社）ISBN 4391136937
- 健診そのあとに 肝機能を自分で改善―生活習慣改善で正常値に戻す（2006年1月、法研）ISBN 4879546054
- 肝臓病の治療と食事療法―組み合わせ自由な新レシピ付き（2004年2月、日東書院本社）ISBN 4528013819
- 「体重2キロ減」で脱出できるメタボリックシンドローム（2006年12月、講談社）ISBN 4062724146
- 内臓脂肪は命の危険信号-あなたのメタボリックシンドローム度チェックテスト付き（2006年2月、小学館）ISBN 4093103895
- 太らない生き方（2007年12月、PHP研究所）ISBN 4569694780
- 血液サラサラで病気を防ぎ治す―生活習慣病から痴呆まで（2003年10月、講談社）ISBN 4062722186
- すぐ引ける医学・看護用語ハンドブック（2005年12月、成美堂出版）ISBN 4415031234
- セルフ・メディカ 予防と健康の事典（2007年5月、小学館）ISBN 4093046212
- 図解 すぐわかる検査値の読み方（2006年1月、成美堂出版）ISBN 4415031226
- 美人ダイエットノート―ドクター・栗原が教える（2011年5月、かんき出版）ISBN 4761267534
- 血液サラサラで美人になる！（2012年8月、マガジンハウス）
- 糖質ちょいオフダイエット90日ダイアリーつき（2012年10月、講談社）
- 禁酒しないでもγ-GTPを下げる本（2012年12月、宝島社）
- 日本の長寿食（2014年2月、主婦の友社）
- 緑茶を食べると、なぜ糖尿病や認知症に効くのか（2015年4月、主婦の友社）
- １週間で脂肪肝はスッキリよくなる ズボラでもラクラク！（2020年4月、三笠書房）ISBN 978-4-8379-8626-3